# 小出氏
小出氏（こいでし）は、武家・華族であった日本の氏族の一つ。安土桃山時代に豊臣秀吉により近世大名に取り立てられ、江戸時代には丹波国園部藩主家が廃藩置県まで存続し、維新後には華族の子爵家に列せられた。

## 小出氏
小出氏の出自は、『藩翰譜』などでは藤原南家二階堂氏の流とされ、本貫の地は信濃伊那郡小井弖郷（小出郷）とされる。『吾妻鏡』によれば、寛喜元年（1229年）正月には、小井弖太郎兵衛尉と小井弖五郎が、嘉禎年（1236年）正月には、小井弖左衛門尉が、幕府の御成始の儀で馬曳きの役を務め、特に左衛門尉は以後度々登場する。
安土桃山時代、江戸時代に大名となった小出氏は、上述の小出氏の子孫が尾張中村（現名古屋市）に流れてきたものとされる。他方、鈴木真年編の『百家系図稿』では同じ藤原南家でも工藤氏流とされるなど、系図上の流れは二つあり、小出秀政までの系譜も諸説あって定かでは無い。
小出氏の祖である能綱の父が為綱といった点に着目すれば、三日祝と呼ばれた大祝二郎諏訪為継（一に為綱）の後裔であったと考える説もある。
はっきりしているのは小出秀政が豊臣秀吉の母大政所の妹（栄松院）の夫であったことで大名に取り立てられた後からである。大名としての小出氏は豊臣政権下の天正13年（1585年）に秀政が和泉国岸和田城3万石を賜ったのに始まり、天正18年（1590年）にその息子吉政も播磨国龍野城2万石を与えられ、文禄4年（1595年）には但馬国出石城主6万石に転封された。
没後、秀政と吉政は関ヶ原の戦いでは西軍に属したが、秀政の次子の遠江守秀家が東軍に属したため改易を免れ、江戸時代も大名として存続した。しかし秀政の岸和田藩3万石は吉政、吉政の封だった出石藩6万石（後に分与で5万石）はその長男吉英が継ぐよう命ぜられた。ついで慶長18年（1613年）に吉英が岸和田5万石、その弟吉親が兄の所領だった出石2万7000石を領するよう命ぜられた。前者は英及の代の元禄9年（1696年）に無嗣改易。後者は元和元年（1619年）に丹波国園部藩2万7000石に移封され、以降小出家は同藩藩主を世襲して廃藩置県まで存続している。
最後の園部藩主英尚は、明治2年（1869年）6月の版籍奉還で園部藩知事に任じられ、明治4年（1871年）7月の廃藩置県まで務めた。
明治2年（1869年）6月17日の行政官達で公家と大名家が統合されて華族制度が誕生すると小出家も大名家として華族に列した。明治17年（1884年）7月7日の華族令の施行で華族が五爵制になると、同月8日に当時の当主秀延が旧小藩知事として子爵に列せられた。彼は大正天皇の幼時の御相手を仰せつけられており、その後掌典となった。
昭和前期に小出子爵家の邸宅は東京市牛込区市ヶ谷薬王寺町にあった。

## 家紋

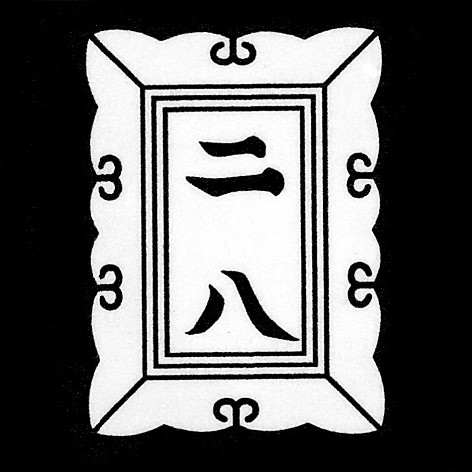
小出氏分家の家紋、額に二八文字

この頃の家紋は、小出氏本家が「丸に額」「丸に額形」「丸に堅額」を用い、小出氏分家は「額に二八文字」を用い、替紋は「亀甲に小の字」を用いた。

## 系譜
太字は当主、実線は実子、点線は養子。